# 让-巴蒂斯特·迪皮
让-巴蒂斯特·迪皮（法語：Jean-Baptiste Dupy，1979年12月23日—），法国男子赛艇运动员。他曾代表法国参加瑞士卢塞恩举行的2001年世界赛艇锦标赛，获得男子轻量级八人单桨有舵手金牌。